# Magomedali Magomedowitsch Magomedow

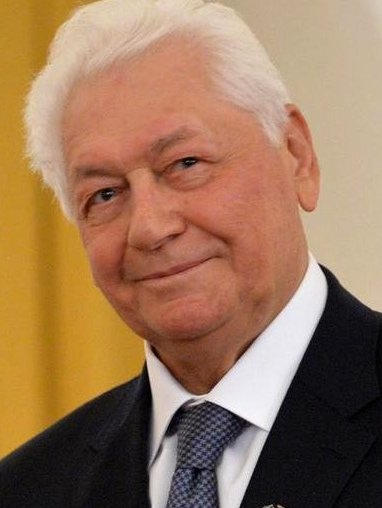
Magomedali Magomedow (2016)

Magomedali Magomedowitsch Magomedow (russisch Магомедали Магомедович Магомедов, darginisch МяхӀяммадла урши МяхӀяммадгӀяли Mächämmadla urschi Mächämmad'äli; * 15. Juni 1930 in Lewaschi, Dagestanische ASSR, Russische SFSR, Sowjetunion; † 4. Dezember 2022 in Machatschkala, Dagestan, Russland) war ein russischer Politiker. Von 1987 bis 2006 bekleidete er das höchste Amt der Dagestanischen ASSR bzw. der Republik Dagestan.

## Leben
Magomedali Magomedow absolvierte im Jahre 1950 die Dagestanische Lehrerhochschule und war daraufhin als Lehrer tätig. Seit 1957 arbeitete Magomedow in der Landwirtschaft. 1968 schloss er sein Fernstudium an der Dagestanischen Landwirtschaftshochschule ab. Seit 1970 machte er Karriere in der KPdSU. Zunächst wurde er erster Sekretär des Bezirksparteikomitees in Lewaschi, 1975 wurde er dann nach Machatschkala versetzt, wo er den Posten des Leiters der Abteilung für Landwirtschaft im Parteikomitee der Republik übernahm. Im Jahre 1979 begann seine Arbeit in der Regierung der autonomen Republik. Von 1979 bis 1983 war er stellvertretender Vorsitzender des Ministerrats, von 1983 bis 1987 Vorsitzender. Im August 1987 wechselte er in die Legislative und wurde zum Vorsitzenden des Präsidiums des Obersten Sowjets der Dagestanischen ASSR gewählt. Nach der Abschaffung des Präsidiums des Obersten Sowjets im Jahre 1990 war Magomedow Vorsitzender des Obersten Sowjets bzw. ab 1994 des Staatsrates der Republik Dagestan. Dieses Amt bekleidete Magomedow bis Februar 2006, als in Dagestan das Präsidentenamt eingeführt und er durch Muchu Alijew ersetzt wurde.
Magomedow war verheiratet und hatte sechs Kinder. Von 2010 bis 2013 war sein Sohn Magomedsalam Präsident Dagestans.
Magomedow gehörte der darginischen Volksgruppe an.

## Auszeichnungen
- Orden der Oktoberrevolution
- Orden des Roten Banners der Arbeit 2×
- Ehrenzeichen der Sowjetunion
- Orden der Ehre (1995)
- Verdienstorden für das Vaterland 3. Klasse (2000)
- Verdienstorden für das Vaterland 1. Klasse (2005)
- Held der Arbeit der Russischen Föderation (2019)